# José Antonio Páez
José Antonio Páez Herrera (13. juni 1790-6. maj 1873) var en venezuelansk officer og politiker. Páez Herrera kom fra en fattig familie og havde en hård opvækst, og i 1810 kom han med i en kavalerieskadron på den republikanske side i kampen for venezuelansk uafhængighed mod det det spanske kolonistyre. Fra 1813 ledede han sin egen enhed bestående af llaneros, og hans enhed vandt alle de seks større slag, hvor han havde kommandoen. Páez var leder af kampene på sletterne i det sydlige Venezuela, mens Simón Bolívar ledede kampene mod øst i landet. I 1818 mødtes de for at samordne kampen for uafhængigheden, og i 1821 deltog Páez i det afgørende slag ved Carabobo. For sine bedrifter under frihedskrigen blev Páez kendt som El Centauro de los Llanos ("kentauren fra sletterne"), El León de Payara ("løven fra Payara") og El Taita. 
Efter Simón Bolívars død i 1830 og Gran Colombias sammenbrud i 1831, blev Páez den første præsident for et uafhængigt Venezuela. Senere tjente han som republikkens præsident i endnu to perioder, fra 1839 til 1843 og fra 1861 til 1863. Han er blevet anset som et førsteklasses eksempel på en sydamerikansk caudillo i 1800-tallet.